# 이웅희 (연출가)
이웅희은 대한민국의 텔레비전 드라마 연출감독이다.

## 학력 및 경력
- KBS 프로듀서

## 드라마
- 2021년 KBS2 드라마스페셜 《기억의 해각》 ... 연출
- 2023년 KBS2 수목 미니시리즈 《어쩌다 마주친, 그대》 ... 공동연출